# Врубай на повну котушку
«Врубай на повну котушку» (англ. Pump Up The Volume) — канадська драма 1990 року від режисера Аллана Мойла, який і написав сценарій до фільму, вихід якого відбувся 21 серпня 1990 року. В головних ролях виступили Крістіан Слейтер, Енні Росс, Енді Романо та інші.

## Сюжет
Історія про студента коледжу, який відкриває свою власну піратську радіостанцію, щоб допомагати друзям коротати ночі під недозволену музику і слухати поради з хвилюючих їх питаннь.
Днем Марк Гантер (Крістіан Слейтер) — тихий, зразковий учень звичайної середньої школи в Аризоні. Але вночі Марк спускається до свого підвалу, запускає піратський радіопередавач і транслює спільноті в ролі Жорсткого Гаррі, сексуально одержимого соціального коментатора, який передає гнівну філософію про стан підліткової життя.
Найбільший ворог Гаррі — директор середньої школи місіс Крессвуд (Енні Росс), яка зберігає результати SAT за рахунок гідності своїх учнів і їх індивідуальності, усуваючи «порушників спокою». Жорсткі трансляції Гаррі стали об'єднуючим фактором для шкільного підкласу, і місіс Крессвуд сповнена рішучості вистежити загадкового учня і залучити його до відповідальності (транслюючи без ліцензії, він є не просто дратівником, а злочинцем). Війна проти Жорсткого Гаррі посилюється, коли він передає дані з конфіденційних звітів шкільної ради.
Батько Марка — шкільний комісар, але він поняття не має, що робить його син у підвалі. Тим часом Марк привертає увагу Нори (Саманти Матіс), яка з'ясувала, ким він стає вночі.

## У ролях
| Актор            | Роль             |
| ---------------- | ---------------- |
| Крістіан Слейтер | Марк Гантер      |
| Енні Росс        | Лоретта Крессвуд |
| Скотт Полен      | Браян Гантер     |
| Мімі Кеннеді     | Марта Гантер     |
| Саманта Матіс    | Нора де Ніро     |
| Енді Романо      | містер Мердок    |
| Роберт Шенккан   | Девід Дівер      |
| Сет Грін         | Джої             |
| Шеріл Поллак     | Пейдж Вудвод     |

## Виробництво
Більш серйозний і розумний, ніж звичайний підлітковий фільм, «Врубай на повну котушку» був знятий за власним сценарієм Алланом Мойлом, який раніше мав справу з незадоволеними, одержимими музикою підлітками у фільмі «Таймс-сквер» і повернеться до них у фільмі «Магазин "Імперія"». Після того, як у нього відібрали та перемонтували фільм 1980-го року «Таймс-сквер», Аллан Мойл пішов з режисури та почав працювати над сценаріями. Один з них, про підлітка, який керує власною піратською радіостанцією для інших підлітків, привернув увагу компанії SC Entertainment, що базується в Торонто, і був введений в розробку. Мойла переконали екранізувати власний сценарій.

## Музичний супровід
Музика є центральною в сюжеті фільму про молодого діджея піратської радіостанції, а в офіційному релізі саундтреку було одинадцять треків.
| Композиції | Композиції                           | Композиції                                                              | Композиції |
| #          | Назва                                | Автор музики                                                            | Тривалість |
| ---------- | ------------------------------------ | ----------------------------------------------------------------------- | ---------- |
| 1.         | «Everybody Knows»                    | Леонард Коен                                                            |            |
| 2.         | «Why Can't I Fall in Love»           | Kenny Lee Lewis, John Finley                                            |            |
| 3.         | «Stand!»                             | Слай Стоун                                                              |            |
| 4.         | «Wave of Mutilation»                 | Black Francis                                                           |            |
| 5.         | «I've Got a Miniature Secret Camera» | Пітер Мерфі                                                             |            |
| 6.         | «Kick Out the Jams»                  | Майкл Девіс, Вейн Кремер, Фред «Сонік» Сміт, Денніс Томпсон, Роб Тайнер |            |
| 7.         | «Freedom of Speech»                  | Above The Law (Г. Гатчісон, Л. Гудман Дж. Браун)                        |            |
| 8.         | «Heretic»                            | Кім Таїл, Хіро Ямамото                                                  |            |
| 9.         | «Titanium Exposé»                    | Терстон Мур, Кім Гордон, Лі Ранальдо, Стів Шеллі                        |            |
| 10.        | «Me and the Devil Blues»             | Роберт Джонсон                                                          |            |
| 11.        | «Tale O' the Twister»                | L. Nichols, D. Perkins, S. Taylor                                       |            |

## Нагороди і номінації
Фільм отримав нагороду «Золота космічна голка» на Міжнародному кінофестивалі в Сіетлі. Фільм отримав приз глядацьких симпатій на кінофестивалі в Довілі. На 6-ій церемонії Independent Spirit Awards фільм був номінований на найкращий повнометражний фільм, найкращу чоловічу роль, найкращу режисуру та найкращий сценарій.